# Calumma fallax
Calumma fallax är en ödleart som beskrevs av  François Mocquard 1900. Calumma fallax ingår i släktet Calumma och familjen kameleonter. IUCN kategoriserar arten globalt som otillräckligt studerad. Inga underarter finns listade.